# Pocheon
Pocheon est une ville de la Corée du Sud, dans la province du Gyeonggi.

## Divisions administratives
- Changsu-myeon
- Gasan-myeon
- Gwanin-myeon
- Hwahyeon-myeon
- Ildong-myeon
- Sinbuk-myeon
- Yeongbuk-myeon
- Yeongjong-myeon
- Soheul-eup
- Jajak-dong
- Sineup-dong
- Seondan-dong